# Mammillaria mieheana
Mammillaria mieheana là một loài thực vật có hoa trong họ Cactaceae. Loài này được Tiegel mô tả khoa học đầu tiên năm 1933.